# Cercyonis sthenele
Espèce
Cercyonis sthenele est un lépidoptère appartenant à la famille des Nymphalidae à la sous-famille des Satyrinae et au genre  Cercyonis.

## Dénomination
Il a été nommé Cercyonis sthenele par Jean-Baptiste Alphonse Dechauffour de Boisduval en 1852.

### Noms vernaculaires
Il se nomme Great Basin Wood Nymph en anglais.

### Sous-espèces
- Cercyonis sthenele masoni Cross, 1937
- Cercyonis sthenele paulus (Edwards, 1879)[1].

## Description
Il est de couleur marron avec deux gros ocelles (plus petits chez le mâle) noirs pupillés de clair et cernés de jaune aux antérieures dont un à l'apex. 
Le revers est marron terne marbré avec aux antérieures les deux gros ocelles noirs pupillés de clair et cernés de jaune et de discrets ocelles aux postérieures.

## Biologie

### Période de vol et hivernation
C'est la chenille qui hiverne
L'imago vole de juin à août.

### Plantes hôtes
Les plantes hôtes de ses chenilles seraient des Poaceae, suivant d'autres sources elles ne sont pas connues,.

## Écologie et distribution
Il est présent du sud de la Colombie-Britannique à la Californie et dans l'est du Wyoming, du Colorado et de l'Arizona,.

### Biotope
Il réside dans les bois clairs.

### Protection
Pas de statut de protection particulier.

### Liens taxonomiques
- (en) Tree of Life Web Project : Cercyonis sthenele
- (en) Catalogue of Life : Cercyonis sthenele Boisduval 1852
- (fr + en) ITIS : Cercyonis sthenele  (Boisduval, 1852)